# Pir Trans Sosa III B
Pir Trans Sosa III B is een bestuurslaag in het regentschap Padang Lawas van de provincie Noord-Sumatra, Indonesië. Pir Trans Sosa III B telt 952 inwoners (volkstelling 2010).